# Drie weken huisknecht
Drie weken huisknecht is een Nederlandse film uit 1944 van Walter Smith. Het is gebaseerd op het toneelstuk Adel in Livrei van Henk Bakker. De film heeft als alternatieve titel Kasteel te Koop.
De film is de enige Nederlandse film voltooid tijdens de Tweede Wereldoorlog. En dat mag al bijzonder zijn vanwege de Duitse bezetting, waardoor het maken van producties bemoeilijkt werd.

## Verhaal
Het verhaal draait rond een jonkheer die bijna door z'n fortuin heen is en zijn butler. Als het zover is dat hij ook zijn kasteel moet verkopen, draait hij de rollen om. Hij neemt de rol van butler op zich en de butler kruipt in de rol van jonkheer. Als eenmaal een slagersgezin het kasteel betrokken heeft, krijgt de butler al gauw wat met de slagersdochter en krijgt hij later ook weer het kasteel in handen.

## Rolverdeling
| Acteur              | Personage              |
| ------------------- | ---------------------- |
| Paul Steenbergen    | Alfred de Beaucour     |
| Matthieu van Eysden | Butler Marcel          |
| Joan Remmelts       | Henri de Beaucour      |
| Piet Bron           | Gerrit Bolhuis, slager |
| Coba Kelling        | Julia Bolhuis          |
| Wilma van Klaveren  | Loes Bolhuis           |
| Louise Hiddink      | huishoudster           |
| Henk van Buuren     | ober                   |

## Trivia
- De Duitse bezetters hadden graag een rol voor een SS-officier gezien in de film.
- Een andere titel voor de film was Kasteel te Koop.
- De film werd al in de zomer van 1942 gemaakt op het kasteel Vorden, om na bijna twee jaar pas in première te gaan.